# Deportarea cecenilor și ingușilor
Deportarea cecenilor și ingușilor,  cunoscută și ca cecenă До́хадар, Ардахар, Махках дахар), Operațiunea Lintea (rusă Чечевица (Cecevița); cecenă нохчий а, гӀалгӀай а махкахбахар (nokhchiy a ghalghay makhkakhbakhar)) a fost o deportare a cecenilor și ingușilor din Caucazul de Nord în Asia Centrală de pe 23 februarie 1944, în timpul celui de-al Doilea Război Mondial. Expulzarea a fost ordonată de șeful NKVD-ului Lavrenti Pavlovici Beria după ce mai întâi acțiunea fusese aprobată de președintele Consiliului de Miniștri Iosif Vissarionovici Stalin, ca parte a programelor sovietice de colonizare forțată și de transfer de populație care a afectat mai multe milioane de membri ai minorităților ne-ruse între anii 1930 și 1950. 
Pregătirile pentru deportare au început probabil din octombrie 1943. 19.000 de ofițeri și 100.000 de soldați NKVD din întreaga Uniune Sovietică aveau să participe la această operațiune. Deportarea a vizat în totalitate populația cecenă și ingușă și a dus la desființarea  RASS Ceceno-Ingușă. Consecințele demografice ale acestei evacuări au fost catastrofale și de anvergură: între 496.000 (conform arhivelor sovietice) și 650.000 (conform unor surse cecene)) ceceni și inguși au fost deportați, iar cel puțin un sfert dintre ei au murit.  Cifrele oficiale din arhivele sovietice arată că peste o sută de mii de oameni au murit sau au fost uciși în timpul raziilor și transporturilor, iar în primii ani de exil în  Kazahstan, Kîrgîstan și  RSS Rusă, unde au fost trimiși în multe domiciliu forțat. Surse cecene susțin că 400.000 au murit, ceea ce presupune un număr mai mare de deportați decât cel raportat oficial. Cecenii au suferit o pierdere proporțională mai mare de vieți omenești decât orice alt grup etnic persecutat în timpul  transferurilor de populație. Cecenii s-au aflat sub supravegherea administrativă a oficialilor NKVD în tot acest timp.
Exilul a durat 13 ani, iar supraviețuitorii nu s-au mai întors pe meleagurile natale până în 1957, după ce noile autorități sovietice sub conducerea lui Nikita Sergheevici Hrușciov a anulat multe dintre politicile lui Stalin, inclusiv deportările națiunilor. Un raport local a indicat că aproximativ 432.000 de vainahi s-au repatriat în RASS Ceceno-Ingușă până în 1961, deși s-au confruntat cu multe obstacole în timp ce încercau să se restabilească în Caucaz, inclusiv șomajul, lipsa de locuințe și ciocnirile etnice cu populația locală rusă. În cele din urmă, cecenii și ingușii și-au revenit și au redevenit populația majoritară în regiune. Această evacuare a lăsat o cicatrice permanentă în memoria supraviețuitorilor și a urmașilor lor. Data de 23 februarie este astăzi amintită ca o zi tragică de către cei mai mulți ceceni și inguși. Mulți din Cecenia și Ingușetia clasifică acest eveniment drept un act de genocid, la fel cum a făcut-o și Parlamentul European.

## Contextul istoric
Cecenii și ingușii vorbesc limbi care sunt strâns înrudite și au un grad de inteligibilitate pasivă, ambele fiind limbi vainah. Conflictul ceceno-rus este unul dintre cele mai lungi și extinse conflicte din istoria modernă, întinzându-se pe trei secole. Originile sale datează din 1785, când cecenii au început luptat împotriva expansionismului rusesc în Caucaz. Războiul Caucazului a fost luptat între 1817 și 1864. Imperiul Rus a reușit să anexeze zona și să subjuge popoarele de aici,, , a ucis sau deportat numeroase popoare non-ruse și a fost responsabil pentru genocid cerchezi lor. Cerchezi, abazinii și ubihii au fost ulterior relocați în Imperiul Otoman. Și alte popoare din Caucaz au fost afectate, de asemenea. Au existat până la 1,5 milioane de ceceni în Caucaz în 1847, dar ca urmare a acestui război și a expulzărilor ulterioare, numărul lor a scăzut la 140.000 în 1861, apoi la 116.000 în 1867. În 1865, cel puțin 39.000 de ceceni au fost exilați în Imperiul Otoman de către autoritățile Imperiului Rus.

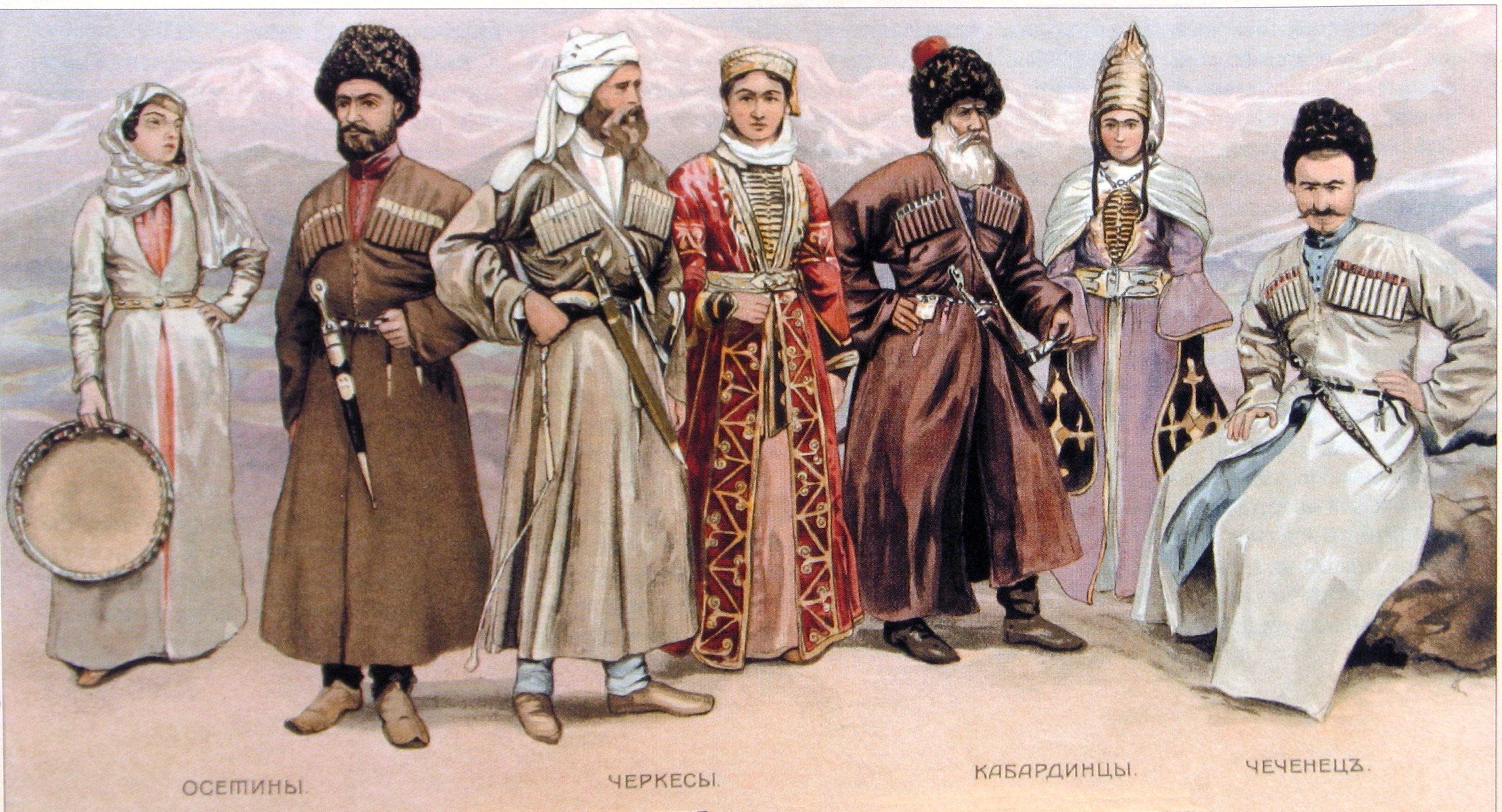
Cromolitografie care prezintă popoare din Caucaz în secolul al XIX-lea: ceceni, osetini, cerchezi și kabardini. Bărbatul din dreapta este cecen.

În ciuda acestui fapt, cecenii au reclamat din timp în timp restabilirea independenței lor și s-au răzvrătit din nou împotriva Imperiului Rus în 1878. În timpul perioadei  timpurii a  dominației sovietice, de-a lungul anilor 1920 și 1930, cecenii au respins politicile de colectivizare și sovietizarea ale liderului sovietic Iosif Vissarionovici Stalin. Această rezistență socială a fost etichetată ca „problema cecenă”. În această perioadă, Stalin a modificat constant granițele administrative ale teritoriilor locuite de ceceni și inguși,  până când regiunile autonome cecenă și ingusă au fost unite în Republica Autonomă Sovietică Socialistă Ceceno-Ingușă în 1936.
În 1940, a izbucnit în raionul Galancioj o nouă rebeliune a cecenilor condusă de Hasan Israilov⁠(d). Revolta a fost parțial inspirată de rezistența finlandezilor împotriva invadatorilor sovietici din timpul războiului de Iarnă din 1939. În februarie 1942, grupul lui Mairbek Șeripov s-a răzvrătit în raioanele Șatoiski și Itum-Kalinski. Acest grup s-a unit cu armata lui Israilov ca să lupte împotriva sistemului sovietic. Forțele Aeriene Sovietice au bombardat Republica Cecenă-Ingușă în primăvara anului 1942 pentru înăbușirea rebeliunii. În timpul celui de-al Doilea Război Mondial, guvernul sovietic i-a acuzat pe ceceni și inguși că ar fi cooperat cu invadatorul nazist. Germanii urmăreau să cucerească Azerbaidajanul sovietic, ale cărui zăcăminte de petrol din regiunea Baku erau ținta Opeațiunii „Albastru” (Fall Blau). Pe 25 august 1942, un grup de parașutiști germani, conduși de sabotorul Osman Gube, a aterizat în apropierea satului Berejki din raionul  Galașkinski pentru organizarea acțiunilor antisovietice, dar a reușit să recruteze doar 13 persoane din zonă.
În URSS erau aproximativ 20 de milioane de musulmani, iar guvernul sovietic se temea că o revoltă islamică s-ar putea răspândi din Caucaz în toată Asia Centrală. În august 1942, Wehrmacht-ul a intrat în Caucazul de Nord și a ocupat Republicile Autonome Karaciai-Cerchezia și Kabardino-Balkaria. Armata germană a încurajat sentimentele antisovietice în rândul populației locale. În ciuda eforturilor depuse, germanii nu au reușit să cucerească orașul Groznîi . Singurul oraș din Republica Ceceno-Ingușă pe care germanii l-au ocupat pentru scurtă vreme a fostMalgobek, care era însă locuit în principal de ruși.
Perioada cea mai importanța a războiului de gherilă cecen a început în august-septembrie 1942, când trupele germane s-au apropiat de Ingușetia și s-au încheiat în vara-toamna anului 1943. Contraofensiva sovietică din Caucaz a alungat Wehrmachtul din regiune în 1943.
Diverși istorici, inclusiv Moshe Gammer, Ben Fowkes și Tony Wood, resping legăturile cecenilor cu germanii, unii subliniind că naziștii s-au oprit la limita de nord-vest a republicii ceceno-ingușe, în apropiere de Mozdok⁠(d), în Osetia de Nord, și că majoritatea vainahilor  nici măcar nu a intrat în contact cu armata germană. Deși au existat negocieri secrete cu germanii în apropierea frontierei osetine, rebelii ceceni au subliniat că nu doresc să fie guvernați nici de Berlin și nici de Moscova. Se pare că Șeripov a trimis Ministerului Reichului pentru Teritoriile Răsăritene Ocupate (Ostministerium)⁠(d) un avertisment precis prin care afirma că „dacă eliberarea Caucazului ar însemna doar schimbul unui colonizator cu altul, caucazienii ar lua în considerare acest lucru... doar o nouă etapă în războiul de eliberare națională”. În octombrie 1942, cecenii au participa alături de alți voluntari la ridicarea unor fortificații defensive în jurul orașului Groznîi. Între decembrie 1942 și martie 1943, cecenii și inguși au contribuit cu 12 milioane ruble la efortul de război sovietic. 17.413 ceceni au luptat în rândurile Armatei Roșii și au primit 44 de decorații  în timp ce alte 13.363 s-au alăturat unităților   Miliției Poporului cecno-ingușă, gata să apere zona de o invazie. În schimb, Babak Rezvani subliniază că doar aproximativ 100 de ceceni au colaborat cu puterile Axei.

## Deportarea

Destinațiile cecenilor și ingușilor relocați în interiorul Uniunii Sovietice

La ordinele Lavrenti Beria, șeful NKVD, întreaga populație cecenă și ingușă a  RASS Ceceno-Ingușă urma să fie deportată cu trenuri de marfă în zone îndepărtate ale Uniunii Sovietice. Operațiunea s-a numit „Cecevița” (Operațiunea Lintea), – primele sale două silabe indică obiectivele preconizate. Operațiunea este menționată de ceceni adesea ca „Aardah” (Exodul). Această operațiune a fost pregătită și planificată cel puțin din octombrie 1943 și i-a inclus pe cei mai de încredere doi subordonați  ai lui Beria, Ivan Serov și Bogdan Kobulov⁠(d). Beria s-a plâns lui Stalin de „nivelul scăzut al disciplinei muncii” în rândul cecenilor, de „prevalența banditismului și terorismului”, de „eșecul cecenilor de a intra în rândurile partidului comunist” și de „mărturisirea unui agent german că a găsit mult sprijin în rândul ingușilor locali”. Beria a ordonat apoi punerea în aplicare a operațiunii. Când Supian Kagirovici Mollaev, liderul administrației locale din RASS Ceceno-Ingușă, a auzit despre decizie, a izbucnit în lacrimi, dar curând și-a revenit și a decis să urmeze ordinele. Republica Cecenă-Ingușă nu a fost niciodată ocupată în totalitate de armata nazistă, dar represiunile au fost justificate oficial de „o rezistență armată la puterea sovietică”. Acuzațiile de colaborare cecenilor și ingușilor cu naziștii nu au fost vreodată dovedite, înainte de deportare sau ulterior, în o instanță sovietică.
În timpul celui de-al doilea război mondial, 3.332.589 de persoane au fost afectate de politicile lui Stalin privind deportările și colonizările forțate. Unele dintre motivele declarate ar fi fost „dezamorsarea tensiunilor etnice”, „stabilizarea situației politice” sau pedepsirea oamenilor pentru "acțiunile lor împotriva autorității sovietice”. Conform recensământului din 1939, au fost înregistrați în Uniunea Sovietică 407.690 de ceceni și 92.074 de inguși. La 13 octombrie 1943, Operațiunea Lintea a început atunci când aproximativ o sută de mii de soldați și ofițeri operativi au fost mutați în Ceceno-Ingușetia, ei fiind prezentați ca muncitori pentru repararea drumurilor și podurilor. Soldații au trăit chiar și o lună în casele cecenilor, care i-au considerat oaspeți. Pe 20 februarie 1944, Beria a sosit la Groznîi pentru a supraveghea operațiunea.

Harta regiunilor cecene și ingush din Caucaz înainte de deportare

Pe 23 februarie 1944 (de  Ziua Armatei Roșii), a fost declanșată operațiunea. Trupele NKVD au mers sistematic din casă în casă pentru arestarea  oamenilor. Locuitorii au fost adunați și închiși în  camioane Studebaker US6, înainte de a fi încărcați vagoane de marfă  în camioane neîncălzite și neizolate înmatifrânate neizolate și neîncălzite. Oamenii au primit doar 15 până la 30 de minute pentru a-și  împacheta bagajele pentru transferul surpriză. Conform unei corespondențe din 3 martie 1944, cel puțin 19.000 de ofițeri și 100.000 de soldați NKVD din întreaga Uniune Sovietică au fost trimiși să pună în aplicare această operațiune. Aproximativ 500 de persoane au fost deportate din greșeală, chiar dacă nu erau ceceni sau inguși. Planul prevedea ca 300.000 de persoane să fie evacuate din câmpie în primele trei zile, în timp ce în zilele următoare urma să îi vină rândul restului de 150.000 de persoane care trăiau în regiunile montane.
De multe ori, rezistența la deportarea fost pedepsită cu uciderea civililor. Într-un astfel de caz, în aulul (satul) Haibak, aproximativc 700 de oameni au fost închiși într-un hambar și arși de vii de generalul NKVD Mihail Gveșiani, care a fost felicitat pentru acesta faptă de către Beria, care i-a promis generalului o medalie. Mulți oameni din sate îndepărtate au fost executați conform ordinului verbal al lui Beria, care cerea ca orice cecen sau inguș considerat „netransportabil să fie lichidat” pe loc.  Acest lucru a însemnat că bătrânii, bolnavii și infirmii urmau fie să fie împușcați, fie lăsați să moară de foame singuri în paturile lor. Soldații au jefuit uneori casele fără ocupanți. Un martor ocular și-a amintit de acțiunile forțelor NKVD:
„Au periat colibele ca să se asigure că nu a mai rămas nimeni în urmă... Soldatul care a intrat în casă nu a vrut să se aplece. A măturat coliba cu o rafală de la pistolul mitralieră. Sângele s-a prelins de sub banca unde se ascundea un copil. Mama a țipat și s-a repezit la soldat. A împușcat-o și pe ea. Nu au fost destule mijloace de transport. Cei rămași în urmă au fost împușcați. Cadavrele au fost acoperite cu pământ și nisip, în mod neglijent. Împușcăturile au fost, de asemenea, neglijente, iar oamenii au început să se zvârcolească din nisip ca viermii. Oamenii NKVD-ului și-au petrecut toată noaptea împușcându-i din nou.”

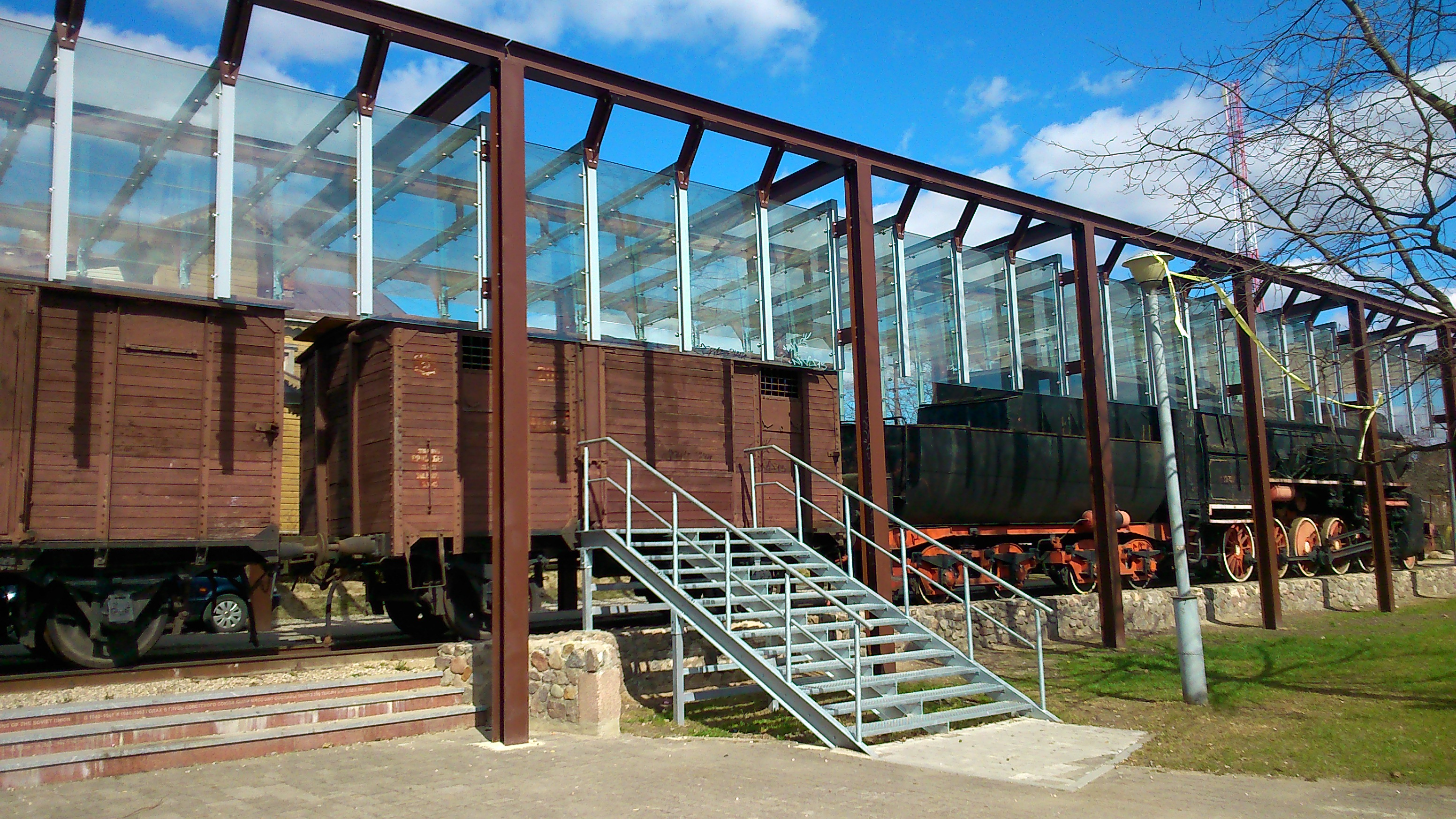
Vagoanele de marfă sigilate au fost folosite pentru a-i deporta pe ceceni și inguși.

Cei care s-au opus, au protestat sau au mers prea încet au fost împușcați pe loc. Într-un incident, soldații NKVD au urcat pe Moisti, un munte înalt, și au găsit 60 de săteni acolo. Chiar dacă ofițerul comandant le-a ordonat soldaților să-i împuște pe săteni, ei au tras în aer. Comandantul a ordonat apoi ca jumătate din soldați să se alăture sătenilor și un alt pluton i-a împușcat pe toți. 2.016 persoane „antisoviese” au fost arestate și 20.072 de arme au fost confiscate în cadrul operațiunii.
În tot  Caucazul de Nord, aproximativ 650.000 de persoane (după aprecierile lui Dalkhat Ediev, 724.297) au fost deportați în 1943 și 1944 de către forțele sovietice. 478.479 de persoane au fost relocate forțat în Aardah: 387.229 ceceni și 91.250 inguși. Ei au fost încărcați în 180 de trenuri speciale, între 40 până la 45 de persoane în fiecare vagon de marfă. În total, 14.200 de vagoane de marfă și 1.000 de vagoane platformă au fost utilizate pentru această transfer forțat în masă în perioada 23 februarie - 13 martie, o rată de aproape 350 de vagoane de marfă pe zi.
Aproximativ 40% până la 50% din deportați erau copii. Cecenii au fost al doilea cel mai numeros popor reprimat din URSS, după germanii de pe Volga. Zeci de mii de calmuci, balkari,  turci meshetieni și karaciai au fost, de asemenea, deportați din regiune. Doar femeile cecene și ingușe căsătorite cu bărbați din rândul popoarelor „loiale” au fost scutite de deportare. Pe de altă parte, rusoaicele căsătorite cu bărbați ceceni sau inguși au fost supuse deportării, cu excepția cazului în care au divorțat. Animalele lor au fost trimise la colhozurile din RSS Ucraineană, Ținutul Stavropol,  Voronej și Regiunea Oriol. Multe dintre aceste animale au pierit pe drum de epuizare.
Aproximativ 6.000 de ceceni au rămas blocați în munții regiunea Galanjoi din cauza zăpezii, dar acest lucru a încetinit puțin deportarea: 333.739 de persoane au fost evacuate, dintre care 176.950 au fost trimise la trenuri deja în prima zi a operațiunii. Beria a raportat că au existat doar șase cazuri de rezistență, 842 de persoane au fost „supuse izolării”, în timp ce 94.741 de oameni au fost evacuați din casele lor până la ora 23 în prima zi a operațiunii. Fiecărei familii i s-a permis să ia cu ea în timpul călătoriei 500 kg bunurilor personale. Oamenii au fost transportați în trenuri de marfă, care nu erau adecvate pentru transferul uman – erau lipsite de electricitate, încălzire sau apă curentă. Cei transportați în condiții neigienice au fost afectați de epidemii (precum tifosul), ceea ce a dus la decese din cauza infecțiilor sau a lipsei de alimente. Tranzitul către Asia Centrală a durat aproape o lună.  Un martor, care avea șapte ani în momentul deportării familiei sale, își amintește că vagoanele erau atât de pline de oameni, încât nu exista spațiu de deplasare în interiorul lor. Exilaților li s-a dat mâncare doar sporadic în timpul tranzitului și nu cunoșteau destinația finală. Vagoanele nici măcar nu s-au oprit pentru pauze de mers la closet : pasagerii au trebuit să facă găuri în podea pentru a-și face nevoile. Trenurile speciale au călătorit aproape 3.200 km iar deportații au fost debarcați în zone pustii din Asia Centrală, lipsite de adăposturi sau alimente. 239.768 de ceceni și 78.479 de inguși au fost trimiși la RSS Kazahă, în timp ce 70.089 de ceceni și 2.278 de inguși au sosit în RSS Kîrgîză. Un număr mai mic de deportați rămași au fost trimiși la RSS Uzbecă, RSFS Rusă și RSS Tadjică.
Nu aveam apă și nici mâncare. Cei slabi sufereau de foame, iar cei mai puternici coborau din tren și cumpărau ceva de mâncare. Unii oameni au murit pe drum - nimeni în vagonul nostru, dar în următorul vagon i-am văzut scoțând două cadavre... Surioara noastră a murit în acea noapte. Tatăl meu căuta un loc unde s-o îngroape, a găsit un loc potrivit, a săpat mormântul și a îngropat-o... Trebuie să fi înghețat de frig. 
Persecutarea cecenilor nu s-a oprit aici. În mai 1944, Beria a emis o directivă prin care cerea NKVD-ului să răscolească întreaga Uniune Sovietică în căutarea membrilor rămași ai acestei națiuni, „nelăsând nici un singur om”.  Ca urmare, alți 4.146 de ceceni și inguși au fost găsiți în Daghestan,  Azerbaidjan,  Georgia, Ținutul Krasnodar, regiunile Rostov și Astrahan.  În aprilie 1945, Beria a fost informat că 2.741 de ceceni au fost deportați din RSS Georgiană, 21 din RSS Azerbaidjan și 121 din Ținutul Krasnodar. În Moscova, doar doi ceceni au reușit să evite evacuarea. Toți cecenii și ingușii au fost eliberați din Armata Roșie și trimiși și în Asia Centrală. Cu acești exilați suplimentari, numărul cecenilor și ingușilor deportați a crescut la un total de 493.269. În iulie 1944, Beria i-a raportat lui Stalin o cifră și mai mare, susținând că un total de 496.460 de ceceni și inguși au fost deportați. Această operațiune de purificare etnică a fost marcată de un „cult al impunității". Mulți criminali ai Ceceviței au chiar decorați cu Ordinul Suvorov clasa I pentru arestarea și capturarea cecenilor și ingușilor.
Ca și în cazul altor opt „popoare pedepsite” din Uniunea Sovietică, cecenii au fost supuși regimului coloniilor speciale. Așezările deportaților nu erau înconjurate de sârmă ghimpată, dar orice cecen în vârstă de peste 16 ani a trebuit să se prezinte în fiecare lună la raport în fața oficialilor locali NKVD. Cei care au încercat să părăsească fără aprobare locul de deportare,  au fost trimiși în Gulag. Statut de „colonist special” trebuia să fie moștenit de copiii deportaților. Exilaților le-au fost repartizate cele mai grele sarcini în locuri de muncă cum au fost șantierele de construcții, minele și fabricile din cele mai inospitaliere locuri. Singura plată pe care au primit-o pentru munca lor au fost cartelele de alimente. Deportații urmau să fie pedepsiți dacă ar fi refuzat muncile care le erau rapartizate. Autoritățile locale au acționat foarte dur, ajungând să aplice corecții fizice care au provocat moartea copiilor cecenilor. La Krasnoyarsk aproximativ 4.000 de ceceni au fost repartizați în lagăre de muncă. Regimul dur de muncă din lagăre, combinat cu malnutriția cauzată de neglijența autorităților, care nu s-au preocupat să asigure suficientă hrană pentru nou-veniți, a dus la rate ridicate ale mortalității. Deportaților nu li s-a oferit cazare adecvată: la 1 septembrie 1944, doar 5.000 din cele 31.000 de familii din RSS Kîrgîză au primit locuințe. Un raion a pregătit doar 18 apartamente pentru 900 de familii. Unii dintre exilați au trebuit să trăiască în corturi neîncălzite. Copiii ceceni au trebuit să meargă la școală în limba locală, nu în limba maternă.   Au fost raportate mai multe cazuri de rebeliune: în Krasnoiarsk, în octombrie 1954, aproximativ 4.000 de ceceni au reușit să scape dintr-un lagăr de concentrare al Gulagului. Miliția sovietică i-a găsit și ucis pe jumătate dintre ei, dar cealaltă jumătate a reușit să se ascundă în sălbăticie.

## Urmări

### Numărul victimelor și al deceselor

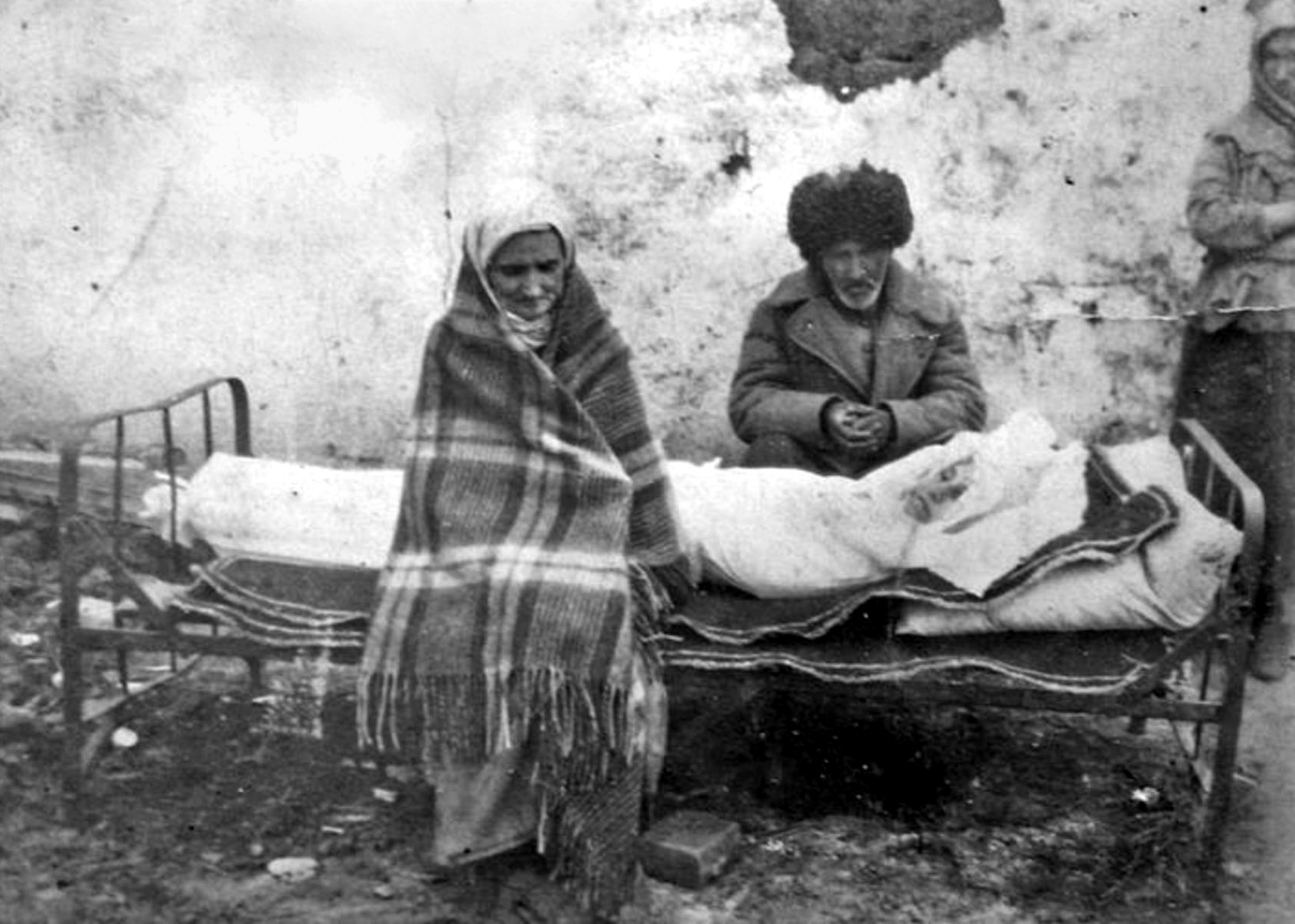
O familie ingusă la priveghiul fiicei moarte în Kazahstan

Mulți deportați au murit pe drum, iar mediul extrem de dur al exilului, mai ales expunerea la stres termic, a ucis mult mai mulți. Temperaturile în RSS Kazahă variau pe teritoriul republicii de la -50°C în timpul iernii până la 50°C în timpul verii.
Ei au călătorit în vagoane care au fost închise din exterior, fără lumină, căldură sau apă, în timpul iernii. Trenurile opreau și deschideau vagoanele doar ocazional pentru a îngropa morții în zăpadă. Localnicilor din gări li s-a interzis să ajute pasagerii bolnavi, sau să le dea medicamente sau apă. Unele surse rusești susțin că 1.272 de persoane au murit în timpul acestui transport.  În 1948, în RSS Kazahă erau 118.250 de coloniști speciali „care aveau mare nevoie de hrană”, iar autoritățile au raportat mii de copii care mureau din cauza malnutriției. Rațiile alimentare au fost fixate la doar 116 grame de făină și 56 de grame de cereale (mei, orz, ovăs, orez) pe zi pentru fiecare persoană, ceea ce era chiar sub standardele captivilor din lagărul de concentrare de la Auschwitz (unde rația era de 300 de grame de pâine).
Autoritățile locale din Kârgâzstan au asigurat suficiente provizii pentru doar patru luni. O mamă a încercat să facă supă din iarbă pentru copiii ei. Conform rapoartelor oficiale sovietice, 608.749 de ceceni, ingui, karaciai și balkari au fost înregistrați în exil în Asia Centrală până în 1948. NKVD-ul a raportat moartea a  144.704 de persoane numai în 1944-1948: o rată a mortalității de 23,7% pentru toate aceste grupuri. 101.036 de ceceni, inguși și balkari au murit în Kazahstan și 16.052 în Uzbekistan. O altă înregistrare de arhivă arată că 104.903 dintre cecenii deportați au murit până în 1949. Aceasta înseamnă că grupul lor a suferit cel mai mare număr de decese dintre toate popoarele deportate în Uniunea Sovietică.
Profesorul Jonathan Otto Pohl estimează numărul combinat de decese în rândul exilaților ceceni și inguși în timpul tranzitului și traiului în așezări speciale până în 1949 la 123.000. Din aceste decese, cecenii au reprezentat 100.000, iar ingușii 23.000 de morți. Thomas McDonell oferă, de asemenea, o cifră de cel puțin 100.000 de ceceni care au murit de foame și boli în exil, dar nu dă o cifră pentru victimele ingușe. Profesorul Tom K. Wong estimează că cel puțin 100.000 de vainahi au murit în primii trei ani în exil, excluzându-i pe cei care au pierit în timpul tranzitului și al arestărilor.  Istoricul William Flemming a publicat calcule din care rezultă un minim de 132.000 de ceceni și inguși care au murit între 1944 și 1950. În comparație, numărul lor de nașteri în acea perioadă a fost de numai 47.000. Astfel, populația cecenă și ingușă a scăzut de la 478.479 în 1944 la 452.737  de oameni în 1948. Din 1939 până în 1959, populația cecenă a crescut cu 2,5%. În comparație, între 1926 și 1939, a crescut cu 28%. Istoricul Alexander Nekrich a calculat că pierderile nete ale cecenilor între 1939 și 1959 (după ce au luat în calcul pierderile din timpul războiului) au fost de 131.000, iar ale ingușilor de 12.000 de oameni. Jurnalistul german Lutz Kleveman a stabilit că 150.000 de oameni nu au supraviețuit frigului primilor patru ani  în Asia Centrală. Estimările pentru numărul deceselor și pierderile demografice maxime ale cecenilor și ingușilor variază de la aproximativ 170.000 la 200.000, variind astfel de la un sfert la aproape o treime din totalul populației cecene, care ar fi fost uciși în acei ani. Istoricii ceceni susțin că 400.000 de oameni au pierit în deportare și exil utilizând o estimare probabil mai mare a numărului de deportați.
Demograful Dalhat Ediev, într-un studiu al cifrelor victimelor pentru toate grupurile etnice care au fost vizate pentru „pedeapsă” de Stalin, a constatat că decesele cauzate de deportări au inclus 125.500 de deportați ceceni și 20.300 de deportați inguși, sau 30,8% dintre ceceni și 21,3% dintre inguși. Pierderile demografice pe termen scurt sunt estimate la 51,1% pentru ceceni și 47,9% pentru inguși. El estimează că populația cecenă a scăzut la un nivel minim de 285.000 de persoane, iar ingușii la 78.800 de persoane în octombrie 1948.Cu toate acestea, în ciuda acestor pierderi grele, cecenii și-au mărit ulterior rata natalității, ceea ce este văzut de unii ca o manifestare a rezistenței și hotărârii lor de supraviețuire.

### Consecințe politice, culturale, sociale și economice
RASS Ceceno-Ingușă a fost dizolvată și transformată în Regiunea Groznîi, care includea și raioanele Kizliarski și Naurski. O parte din fosta republică a fost cedată Osetiei de Nord (parte a raionului Prigorodnîi),  RSS Georgiană și a RASS Daghestan.  Ca urmare, teritoriul RSS Georgiană „a crescut” de la 69.300 la 76.400 km², al Osetiei de Nord de la 6.200 la 9.200 km² șial  Daghestanului de la 35.000 la 38.200 km². Numele națiunilor reprimate au fost șterse complet din toate cărțile și enciclopediile sovietice. Până în vara următoare, o serie de nume de locuri cecene și ingușe au fost înlocuite cu unele rusești, moscheile au fost distruse, iar o campanie masivă de ardere a numeroase cărți și manuscrise istorice în limbile cecenă și ingușă a fost aproape finalizată. Satele cecene și ingușe au fost demolate complet și cimitirele lor au fost nivelate cu buldozerele. După deportarea populației locale, regiunea cecenă a cunoscut o lipsă uriașă de muncitori calificați: producția locală de petrol a scăzut de peste zece ori în 1944 față de 1943.
Pe26 noiembrie 1948, Prezidiul Sovietului Suprem al URSS a emis un decret care condamna națiunile deportate la un exil permanent în acele regiuni îndepărtate. Acest decret era obligatoriu nu numai pentru ceceni și inguși, ci și pentru tătarii din Crimeea,  germani, balkari și kalmîci. Coloniștilor speciali nu li s-a permis să călătorească la mai mult de trei kilometri depărtare de noul lor loc de reședință. Autoritățile au interzis, de asemenea, orice mențiune publică sau documentară a deportărilor și a crimelor. Mii de texte istorice cecene și ingușe s-au pierdut atunci când rușii au distrus bibliotecile publice și private ale deportaților din Cecenia.
Deportații au fost ținta diferitelor provocări în RSS Kazahă: în decembrie 1954, studenții din Elizavetinka i-au ironizat pe ceceni ca fiind „trădători ai patriei”. În mai 1955, un muncitor într-o mină de cărbune s-a angajat într-o luptă cu un coleg cecen în Ekibastuz⁠(d). Conflictul s-a transformat într-un pogrom în care huliganii ruși au atacat chiar și o secție de poliție care adăpostea cecenii fugari. Mulți refugiați din Uniunea Sovietică au fost mutați în casele goale ale cecenilor, inclusiv ruși, ucraineni, avari și osetini. Ca o consecință a acestui fapt, rușii au ajuns să reprezinte 49% din populația regiunii în 1959. Dintr-un raport din 8 aprilie 1957 reiese că în RSS Kazahă și Kîrgîză trăiau 415.000 de ceceni și inguși, sau 90.000 de familii. 38.500 erau angajați în industrie, 91.500 în agricultură și 25.000 în birouri.

### Reîntoarcerea
În 1953, cei trei arhitecți ai deportărilor au pierit: la scurt timp după moartea lui Stalin de pe 5 martie, Beria și Kobulov au fost arestați pe 27 iunie 1953. Au fost condamnați pentru mai multe acuzații, condamnați la moarte și executați. Cu toate acestea, aceste acuzații nu aveau legătură cu crimele deportărilor și erau doar rezultatul luptelor interne pentru putere. Nikita Sergheevici Hrușciov a devenit noul lider sovietic și a revocat numeroase deportări, mergând până acolo încât să îl condamne Stalin. În discursul său secret  din 24 februarie 1956, Hrușciov a condamnat deportările staliniste:
„ 
Uniunea Sovietică este considerată în mod corect un model de stat multinațional deoarece, în practică, am asigurat egalitatea și prietenia tuturor națiunilor care trăiesc în marea noastră patrie. Cu atât mai monstruoase sunt actele al căror inițiator a fost Stalin și care sunt încălcări grosolane ale principiilor leniniste de bază ale politicii naționale a statului sovietic. Ne referim la deportările în masă din locurile lor natale ale națiunilor întregi, împreună cu comuniștii și komsomoliștii, fără excepție.”

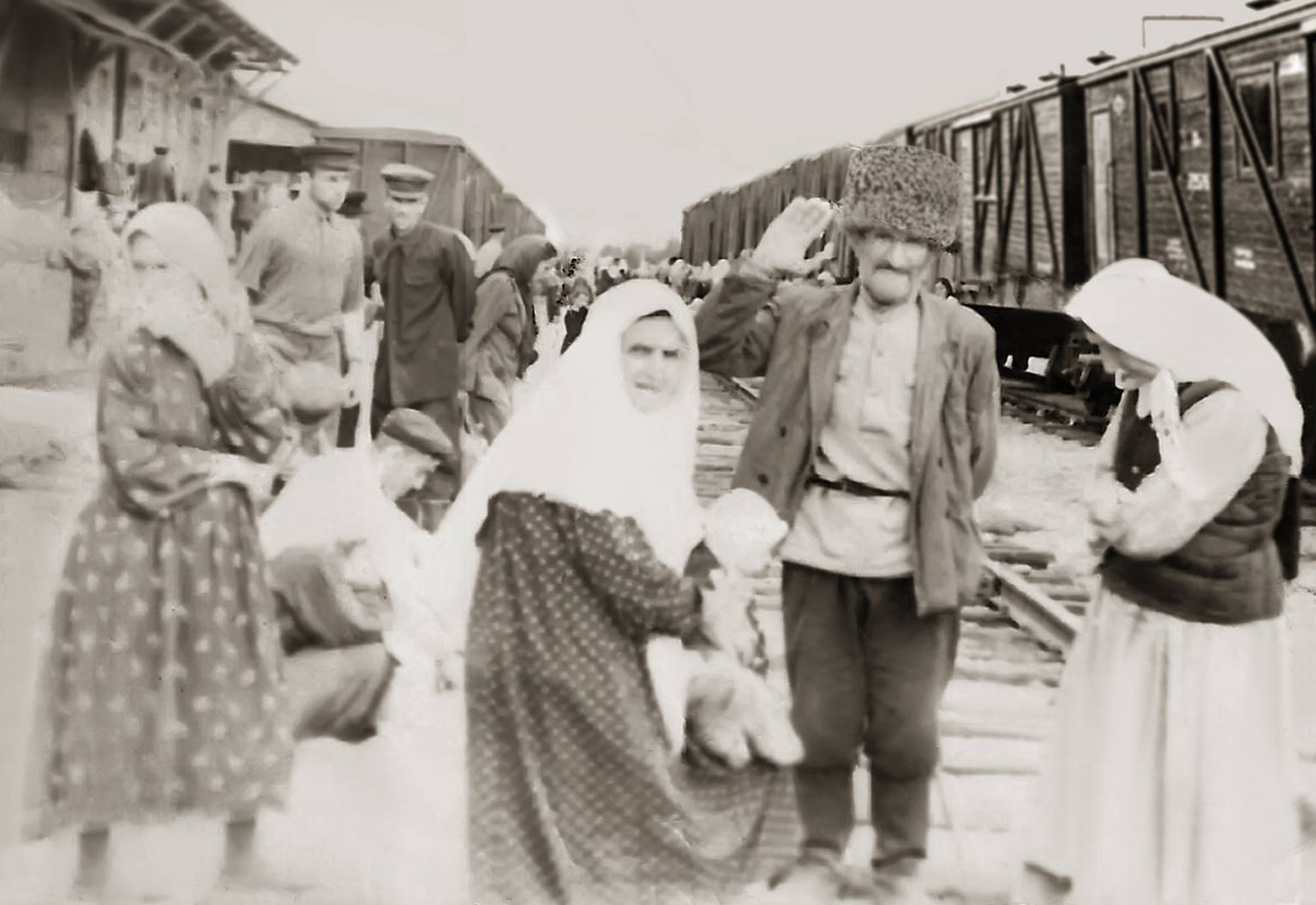
Ceceni în gara din Frunze în anul 1957. Locuitorii satului Yurt-Auh se întorc în patria lor.

Pe 16 iulie 1956, Prezidiul Sovietului Suprem al URSS a adoptat un decret de ridicare a restricțiilor statutului juridic al cecenilor, ingușilor și karaciailor din așezările speciale. În ianuarie 1957, Consiliul de Miniștri al Uniunii Sovieticea adoptat un decret care a permis națiunilor reprimate să călătorească liber în Uniunea Sovietică.  Cecenii și ingușii au fost astfel reabilitați. Exilul lor a durat 13 ani.. Unii au început să se întoarcă încet în Caucaz încă din 1954, dar au fost trimiși înapoi de autorități. Numai în 1956, între 25.000 și 30.000 de ceceni și inguși s-au întors în patria lor, unii purtând chiar trupurile rudelor lor decedate.  Guvernul sovietic a încercat să le dea autonomie în Uzbekistan sau să-i mute în alte părți ale Caucazului, dar repatriații au fost și-au exprimat dorința fermă să se întoarcă pe pământurile lor natale..
Peste 50.000 de familii s-au întors în 1957. Până în 1959, cecenii și ingușii  reprezentau deja 41 % din populația republicii. 58,2% dintre ceceni și 45,3% dintre ingușu s-au întors pe meleagurile natale până în acel an. Până în 1970, aceasta a atins apogeul cu 83,0% din totalul cecenilor și 72,1% din totalul ingușilor fiind înregistrați în RASS Ceceno-Ingușa. Cu toate acestea, această proporție a scăzut la 76,8% și, respectiv, 69,0% până în 1989. În comparație, 91,9% din totalul cecenilor și 91,9% din totalul ingușilor au fost concentrați în republica lor titulară în 1926. Unii ceceni au rămas în Kârgâzstan. Unii s-au temut de călătoria lungă și grea, unii nu au avut bani să călătorească. În 2010, încă mai trăiau 100.000 de ceceni în Kazahstan.
Când cecenii și ingușii s-au întors în patria lor, au descoperit că fermele și infrastructura lor s-au deteriorat. Unele regiuni muntoase erau încă o zonă restricționată pentru repatriați, ceea ce însemna că au trebui să se stabilească în câmpie. Mai rău, au găsit alte reprezentanții altor etnii (osetini, ruși, laki, avari), pe care i-au privit cu ostilitate. Unii dintre laki, avari sau daghestanezi au trebuit mutați înapoi în Daghestan, de unde fuseseră colonizați în Cecenia. În Prigorodnîi au izbucnit conflicte între osetini și inguși. Numărul foarte mare de vainahi care se reîntorceau în Caucazul de Nord a luat localnicii prin surprindere.  Guvernul sovietic a decis astfel să oprească temporar afluxul de repatriați în vara anului 1957. Mulți ceceni și inguși și-au vândut casele și bunurile și și-au dat demisia pentru a se putea întoarce. Pericolul unui nou conflict etnic între ceceni și ruși a apărut la orizont. Rușii, înfuriați de problemele legate de proprietatea asupra terenurilor și de concurența pentru ocuparea locurilor de muncă s-au dedat la dezordini de stradă în  Groznîi în 1958.
Revolta din 1958 a fost declanșată de o luptă între un marinar rus și un tânăr inguș din cauza unei fete, conflict în care rusul a fost rănit mortal. În următoarele patru zile, mulțimile furioase de ruși și au jefuit proprietatea vainahilor, au ocupat clădirile guvernamentale și au solicitat fie reînființarea Regiunii Groznîi, fie crearea unei autonomii ruse, redeportarea cecenilor și a îngușilor, instituirea „puterii ruse”, căutarea în masă și dezarmarea cecenilor și a ingușilor. În cele din urmă, forțele de ordine sovietice au reușit să disperseze protestatarii. Deși revolta a fost înăbușită și denunțată ca fiind „șovină”, după aceea guvernul republican a făcut eforturi speciale pentru a mulțumi populația rusă, inclusiv prin discriminarea în masă a cecenilor, cu scopul de a păstra poziția privilegiată a rușilor.

Harta RASS Ceceno-Ingușă din 1958 până în 1991

În 1958, Republica Autonomă Sovietică Socialistă Ceceno-Ingușă a fost reînființată în mod oficial printr-un decret direct de la Moscova, dar în granițele anterioare din 1936. Osetia de Nord a păstrat Psedah și Raionul Prigorodnîi -Osetia de Nord, RSS Georgiană a păstrat Defileul Daryal, însumând 1/6 din terenul pierdut pentru Ingușetia, în timp ce Ceceno-Ingușetia a primit drept „compensație” Raionul Itum-Kalinski și Raionul Prigorodnîi-Regiunea Sverdlovsk din RSS Georgiană. Acest lucru a fost făcut pentru micșorarea impactului demografic al celor 419.000 de repatriați vainahi asupra rușilor care s-au mutat acolo.Până în 1989, cei 750.000 de ceceni reprezentau deja o majoritate (55%) din RASS Ceceno-Ingușă, în timp ce 300.000 de ruși reprezentau 22%, iar 163.700 de inguși reprezentau 12% din populație. Cecenii au reușit să obțină controlul până în anii 1970. În cele din urmă, încercarea de a face Ceceno-Ingușetia mai multietnică pentru a descuraja potențialele revolte a eșuat din cauza ratei mai mari a natalității vainahilor.
Un raport local din 1961 a indicat că din 524.000 de vainahi, 432.000 s-au relocat în RASS Ceceno-Ingușă, 28.000 în Daghestan și 8.000 în Osetia de Nord. Cu toate acestea, ciocnirile etnice au continuat chiar și în anii 1960: numai în 1965, au fost înregistrate 16 astfel de ciocniri, soldate cu 185 de răniți și 19 decese. Cecenii au fost foarte dezavantajați după ce li s-a permis să se întoarcă. Nu existau școli în limba cecenă, ceea ce a dus la un grad de educație inferior al populației, dar fiind că nu toți cecenii stăpâneau limba rusă. Potrivit sociologului Georghi Derlughian, economia Republicii Ceceno-Ingușe a fost împărțită în două sfere, în care sfera rusă a avut toate locurile de muncă cu salarii mai mari din zonele urbane. Nici un cadru cecen nu a fost promovat într-o poziție de top până în 1989. În anii 1960, pentru a-și sprijini financiar familiile, aproximativ patruzeci de mii de oameni au migrat temporar din Cecenii-Ingușetia în fiecare an pentru a găsi locuri de muncă temporare în Kazahstan și Siberia, unde stabiliseră contacte în timpul exilului lor. Pe hârtie, Republica Cecenă-Ingușă s-a bucurat de aceleași privilegii ca și alte republici autonome sovietice, dar, în realitate, au fost foarte puțini reprezentanți ceceni și inguși organele republicane de conducere, care erau controlate în mod direct de ruși. În ciuda faptului că era bogată în petrol, RASS Ceceno-Ingușă a rămas a doua cea mai săracă regiune din întreaga URSS. Iusup Soslambekov, președintele parlamentului cecen după 1991, s-a plâns că poporul său s-a întors din exil în casele lor „nu ca stăpâni ai acelui pământ, ci ca simpli locuitori, chiriași. Alți oameni ne-au luat locurile de muncă în fabricile noastre.” 

## Comemorare și moștenire

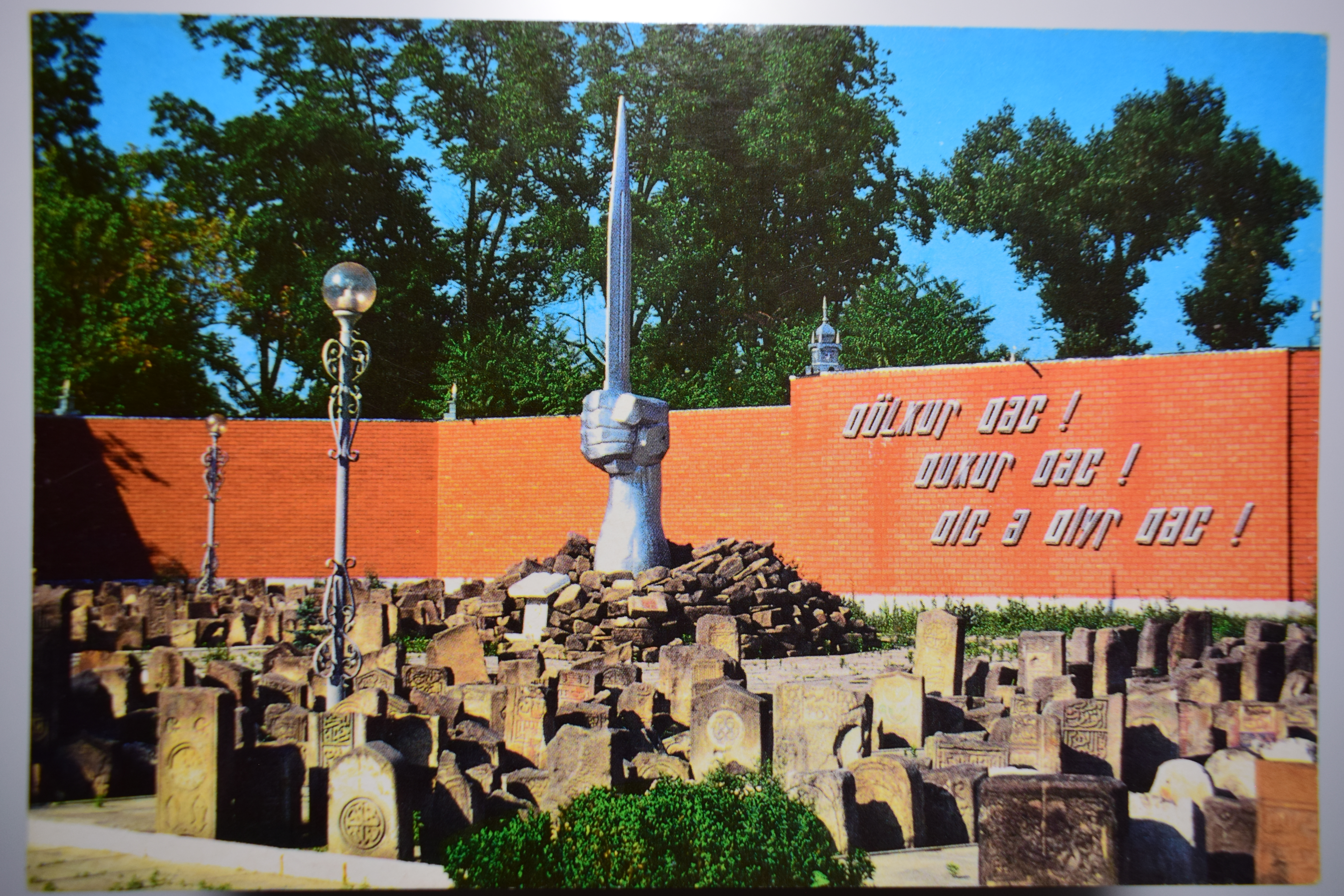
Carte poștală cu imaginea Memorialului victimelor deportării din 1944. Pe perete este scris: „Nu vom plânge! Nu vom ceda! Nu vom uita!”

Deportarea a lăsat o cicatrice permanentă în memoria cecenilor și este astăzi considerată de unii istorici ca fiind „una dintre cele mai semnificative traume etnice ale perioadei sovietice”. Unii descendenți ai exilaților din Caucazul de Nord se tem chiar și astăzi de o nouă deportare. Un istoric l-a numit „evenimentul definitoriu central în istoria cecenă modernă”. Deportarea a jucat un rol în neîncrederea cecenă în Kremlin și o motivație parțială pentru declarația ulterioară de independență din 1991 și pentru izbucnirea  primului și celui de-al Doilea Război Cecen în anii 1990 și 2000. De exemplu, insurgentul Șamil Basaev s-a referit la cele 40 de rude ale sale care au murit în timpul deportării, în timp ce Aslan Mashadov⁠(d), președintele  Republicii Cecene Icikeria, a declarat că 23 februarie rămâne „una dintre cele mai tragice date pentru poporul său” și că scopul guvernului rus a rămas întotdeauna același: „Cecenia fără ceceni”. Istoricul rus Nikolai Bugai a descris deportarea ca pe o „pervertire a politicii naționale a lui Lenin și o desconsiderare directă a drepturilor constituționale ale popoarelor”.

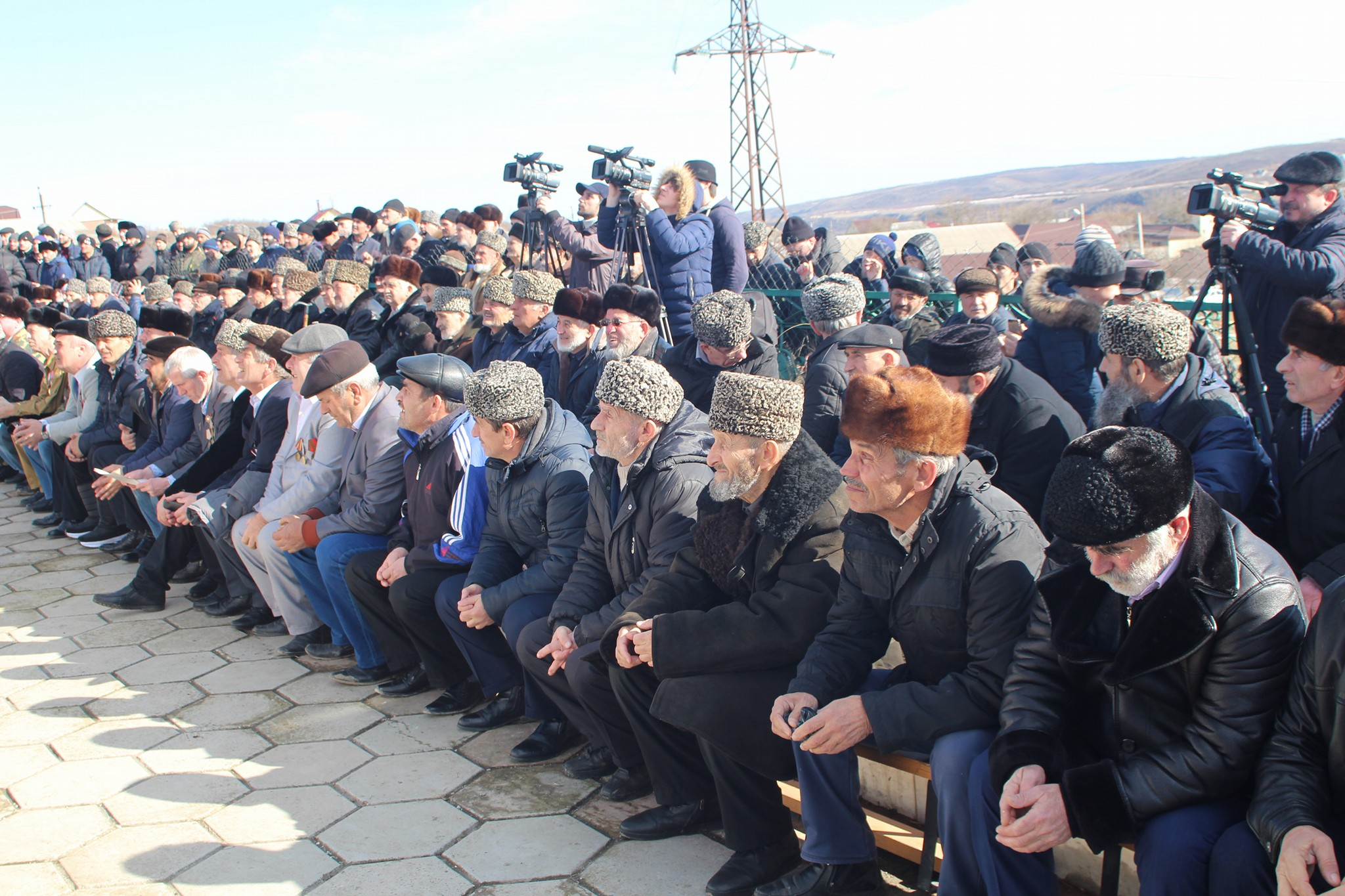
Întâlnirea din Auh de pe 23 februarie 2017 dedicat aniversării deportării

În 1991, președintele cecen Djohar Dudaev a făcut capital politic printr-o mișcare simbolică, trimițând oficiali pentru să adune funerare pierdute (care au fost folosite de sovietici pentru construirea de pasarele pietonale și fundații pentru cocini de porci), dintre care multe și-au pierdut inscripțiile originale, și pe care le-a folosit mai apoi pentru construirea unui „Memorial al victimelor deportării din 1944” în centrul orașului Groznîi. Memorialul a fost făcut pentru a simboliza atât remușcările cecenilor pentru trecut, cât și dorința de a de a transforma țara lor în cea mai bună republică cecenă posibilă în numele strămoșilor morți și de a munci din greu pentru viitor. Ea poartă o gravură: „Nu vom plânge! Nu vom ceda! Nu vom uita!” Tabletele purtau imagini ale locurilor masacrelor, ar fi Haibah. Memorialul a fost deteriorat în timpul războaielor ruso-cecene care au urmat. Mai târziu a fost mutat și dezmembrat de guvernul pro-rus al lui Ramzan Kadîrov, acțiune care a stârnit multe controverse.

### Problema genocidului

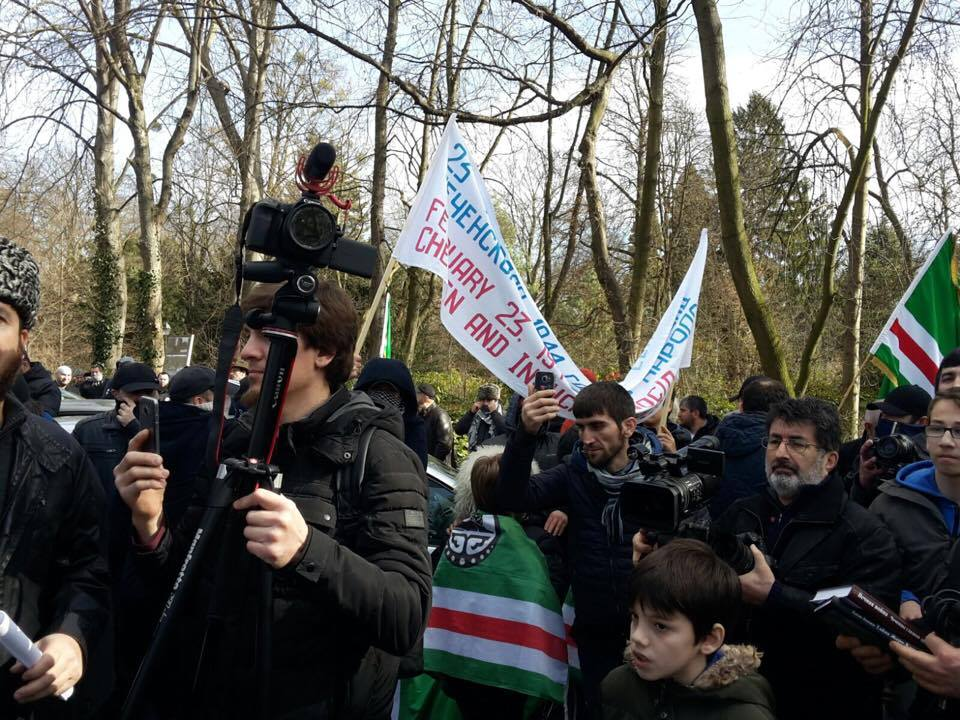
Reuniune la Strasbourg la 23 februarie 2017 dedicată aniversării deportării

Relocarea forțată,  masacrele și condițiile din timpul și după transfer au fost descrise ca fiind un act de genocid de către diverși cercetători, precum și de către Parlamentul European pe baza prevederilor Celei de-a IV-a Convenții de la Haga din 1907 și a  Convenția privind prevenirea și pedepsirea infracțiunii de genocid a  Adunării Generale a Organizației Națiunilor Unite (adoptată în 1948), inclusiv de către istoricul și expertul francez în studii comuniste Nicolas Werth, istoricul german Philipp Ther, profesorul Anthony James Joes, jurnalistul american Eric Margolis, politolog canadian Adam Jones, profesor de  Istoria islamică la Universitatea din Massachusetts Brian Glyn Williams, savanții Michael Fredholm și Fanny E. Bryan. Raphael Lemkin, avocat cu o descendență  poloneză-evreiască, care a inițiat Convenția privind genocidul. Cu toții au fost de acord a fost comis un genocid în contextul deportării în masă a cecenilor, ingușilor, germanilor de pe Volga, tătarilor din Crimeea, kalmîkilor și karaciailor. Jurnalistul german de investigație Lutz Kleveman a comparat deportarea cu un „genocid lent. Deportarea cecenilor și ingușilor a fost recunoscută de Parlamentul European ca un act de genocid în 2004:
„... Consideră că deportarea întregului popor cecen în Asia Centrală la 23 februarie 1944, la ordinele lui Stalin, constituie un act de genocid în sensul celei de-a patra Convenții de la Haga din 1907 și al Convenției pentru prevenirea și pedepsirea infracțiunii de genocid, adoptată de Adunarea Generală a ONU la 9 decembrie 1948.”
Experții Memorialul Holocaustului din Statele Unite ale Americii au citat evenimentele din 1944 pentru un motiv de a plasa Cecenia pe lista lor de supraveghere pentru potențialul său genocidal. Guvernul separatist al Ceceniei a recunoscut de asemenea  deportarea ca genocid. Membrii diasporei cecene și susținătorii lor promovează ziua de 23 februarie ca Ziua Mondială a Cecenia pentru comemorarea victimelor.
Cecenii, împreună cu ingușii, karaciaii și balkarii, sunt reprezentați în „Confederația Popoarelor Reprimate (CPR), o organizație care acoperă fosta Uniune Sovietică și își propune să sprijine și să reabiliteze drepturile popoarelor deportate.

### În cultura populară

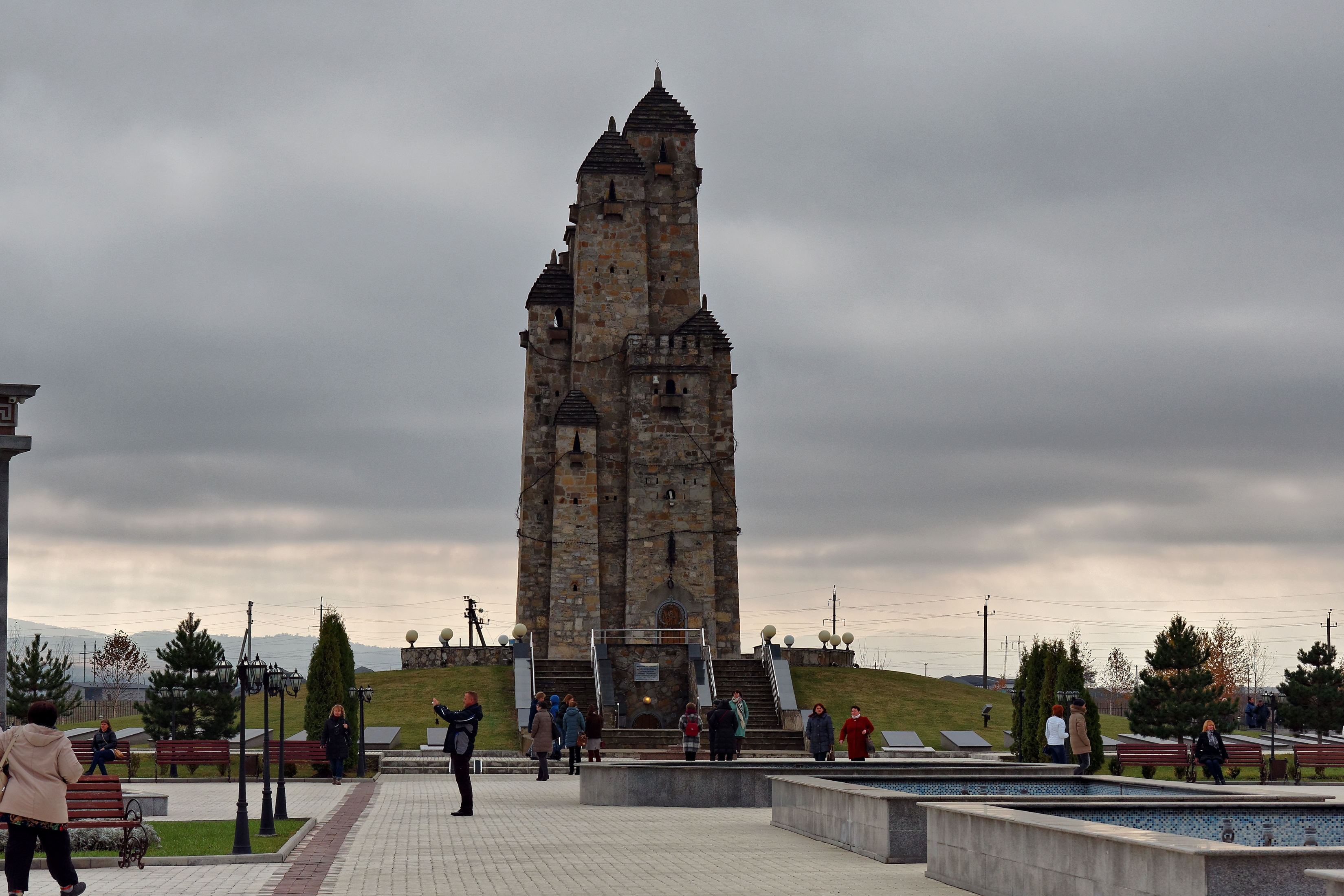
Memorialul „9 turnuri” din Nazran construit în memoria deportării

În cartea  Arhipelagul Gulag a lui Aleksandr Soljenițîn, ceceni descriși astfel: „Sunt o națiune care a refuzat să accepte psihologia supunerii... N-am văzut niciodată un cecen care să caute să servească autoritățile, sau măcar să le facă pe plac.” 
În 1977, Vladimir Vîsoțki a scris cântecul Летела жизнь (Viața a zburat ) dedicat deportării.
Anatoli Pristavkin⁠(d) a scris în 1987 romanul Gemenii inseparabili, care se ocupă de această deportare. Semion Lipkin a publicat romanul Decada în 1983. Iunus Deșeriev, un filolog de origine cecenă, a publicat o autobiografie în care a descris modul în care a scăpat de soarta poporului său datorită ajutorului din partea prietenilor ruși.
La 19 februarie 1989, în satul Iariksu-Auch a fost dezvelit un monument pentru victimele stalinismului.
Deportarea cecenilor și ingușilor, precum și lupta rebelilor ceceni și inguși contemporani, apare în romanul Jocul nostru de John le Carré. Există o descriere făcută deportării de către unul dintre protagoniști, în special în cea din stepele kazahe.
La 23 februarie 1997, a fost dezvelit în Nazran memorialul 9 turnuri dedicat deportării.
Filmul ceceno-rus Ordonat să uităm (Приказано забыть) de Hussein Erkenov a fost lansat în 2014 și prezintă  masacrul cecenilor din Haibah din anul 1944.